# 陽だまり横丁のラブソング
『陽だまり横丁のラブソング』（ひだまりよこちょうのラブソング）は、日本放送協会（NHK）が1984年1月5日から1月27日に「銀河テレビ小説」で放送したテレビドラマ。

## 概要
南千住を舞台とした人情喜劇。

## 出演者
脇坂金之介
演 - 船越英二
ジャズピアニスト
北川典子
金之介の娘。
演 - 紺野美沙子
轟小太郎
演 - 太川陽介
谷崎
その他
演 - 朝丘雪路

## スタッフ
- 脚本 - 高橋正圀
- 音楽 - 桑原研郎
- 演奏 - 新室内楽協会

## 参照
銀河テレビ小説データベース・所蔵主題歌リスト